# (10712) Malashchuk
(10712) Malashchuk (1982 UE6) – planetoida z pasa głównego asteroid okrążająca Słońce w ciągu 3,71 lat w średniej odległości 2,4 j.a. Odkryta 20 października 1982 roku.